# Dorothy Franey
Dorothy Franey, później Langkop (ur. 25 października 1913 w Saint Paul, zm. 10 stycznia 2011 tamże) – amerykańska panczenistka i łyżwiarka figurowa.

## Kariera
Największy sukces w karierze osiągnęła w 1932 roku, kiedy brała udział w pokazowych zawodach łyżwiarstwa szybkiego podczas igrzysk olimpijskich w Lake Placid. Zajęła tam trzecie miejsce na dystansie na 1000 m, przegrywając tylko z rodaczką Elizabeth DuBois oraz Hattie Donaldson z Kanady. Na tych samych igrzyskach była piąta na 1500 m, a w biegu na 500 m nie awansowała do finału. Nigdy nie wystąpiła na mistrzostwach świata. W latach 1933–1936 zwyciężała na mistrzostwach Stanów Zjednoczonych. Od 1938 roku uprawiała także łyżwiarstwo figurowe.